# دانیل هوم
دانیل هوم (انگلیسی: Daniel Humm؛ زادهٔ ۲۱ سپتامبر ۱۹۷۶) رستوران‌دار و سرآشپز غذاهای گیاهی اهل سوئیس است. وی مالک و سرآشپز رستوران مشهور اِلِوِن مَدیسون پارک است و خودش یک گیاه‌خوار است.
در سال ۲۰۰۳، هوم به ایالات متحده نقل مکان کرد تا سرآشپز ارشد رستوران «کمپتون پلیس» در سانفرانسیسکو شود که در آنجا چهار ستاره از سان فرانسیسکو کرونیکل دریافت کرد. سه سال بعد، او به نیویورک نقل مکان کرد تا سرآشپز ارشد در اِلِوِن مَدیسون پارک گردد و در سال ۲۰۱۱ او و شریک تجاری خود ویل گودرا این رستوران را از دنی مایر و گروه یونیون اسکوئر هاسپیتالیتی او خریداری کردند. این رستورانِ سه ستاره در سال ۲۰۱۷، بهترین رستوران جهان بود  و در مجموع ۱۰ بار در فهرست ۵۰ رستوران برتر جهان قرار گرفته‌است.
وی ۵ مرتبه برندهٔ جایزه بنیاد جیمز بیرد شده‌است و چندین جایزه هم از وال‌استریت ژورنال، نیویورک تایمز، غذا و شراب و راهنمای سفر فوربز دریافت کرده است.